# Högsta domstolen (Finland)
Högsta domstolen (HD) (finska: Korkein oikeus) är i Finland den högsta instansen i det allmänna domstolsväsendet. Ledamöterna kallas justitieråd; de skall vara minst 15 till antalet och utnämns av republikens president. En av ledamöterna skall vara ordförande och har titeln president.

## Historia
Högsta domstolen skapades 1918, efter att Finland blivit självständigt, med Högsta domstolen i Sverige som förebild. Den förste presidenten var August Nybergh, som satt 1918-1920. Under Finlands tid som en del av Ryssland (1809-1917) fylldes rollen som högsta domstol av justitiedepartementet inom Kejserliga senaten för Finland.
|  |  |

## Justitieråd i Högsta domstolen
Lista över justitieråd i Finlands Högsta domstol och deras tillträdesår.
- Tatu Leppänen, 2016, president 2019
- Juha Häyhä, 2001
- Marjut Jokela, 2008
- Jukka Sippo, 2008
- Pekka Koponen, 2009
- Ari Kantor, 2010
- Tuula Pynnä, 2012 (tjänstledig 2019–2022, tjänstgör som domare vid tribunalen vid Europeiska unionens domstol)
- Jarmo Littunen, 2012
- Mika Huovila, 2013
- Tuomo Antila, 2015
- Päivi Hirvelä, 2016
- Kirsti Uusitalo, 2017
- Lena Engstrand, 2017
- Mika Ilveskero, 2017
- Juha Mäkelä, 2018
- Asko Välimaa, 2018  (tjänstledig 2020–2027, tjänstgör som president i Helsingfors hovrätt)
- Eva Tammi-Salminen, 2018
- Jussi Tapani, 2018
- Timo Ojala, 2019
- Alice Guimaraes-Purokoski, 2019 [Justitieråd för viss tid vid högsta domstolen 1.9.2019–31.8.2022)
- Tuija Turpeinen, 2021 (justitieråd för viss tid vid högsta domstolen 1.3.2021–31.10.2027)

## Lista över Högsta domstolens presidenter
- 1918–1920: August Nybergh
- 1920–1929: Julius Grotenfelt
- 1929–1940: Frans Pehkonen
- 1940–1945: Hjalmar Neovius
- 1945–1950: Oskar Möller
- 1950–1963: Toivo Tarjanne
- 1963–1964: Matti Piipponen
- 1964–1975: Antti Hannikainen
- 1975–1989: Curt Olsson
- 1989–2001: Olavi Heinonen
- 2002–2005: Leif Sevón
- 2006–2015: Pauliine Koskelo
- 2016–2019: Timo Esko
- 2019–: Tatu Leppänen